# Brachymeles schadenbergi
Brachymeles schadenbergi — вид сцинкоподібних ящірок родини сцинкових (Scincidae). Ендемік Філіппін.

## Поширення і екологія
Brachymeles schadenbergi мешкають на півдні і південному заході острова Мінданао, зокрема на півострові Замбоанга, а також на острові Басілан. Вони живуть у первинних діптерокарпових лісах, у вторинних вологих тропічних лісах та на плантаціях, серед пухкого ґрунту, опалого листя і гнилої деревини. Зустрічаються на висоті від 50 до 1500 м над рівнем моря.